# Papamosques dels turons
El papamosques dels turons (Cyornis banyumas) és una espècie d'ocell de la família dels muscicàpids (Muscicapidae). És endèmic de les illes indonèsies de Java i Panaitan. La subespècie C. banyunas montanus, que abans es considerava coespecífica, va ser segmentada en una espècie diferent pel Congrés Ornitològic Internacional el 2021, passant a anomernar-se Cyornis montanus.